# Veit Welzer
Veit Welzer (* 1452; † 24. Mai 1540) war von 1494 bis 1520 Landesverweser und von 1520 bis 1537 Landeshauptmann von Kärnten.

## Leben

### Herkunft
Veit Welzer entstammte einer obersteirischen Familie. Deren Kärntner Zweig wurde durch seinen Vater Moritz Welzer († 1462) begründet. Dessen zweite Frau war Elisabeth von Herberstein, die dem Kärntner Adelsgeschlecht der Ebersteiner angehörte. Nachdem dieses Adelsgeschlecht 1457 im Mannesstamm ausstarb, gelangte Welzer in den Besitz von Herrschaft und Wappen sowie der Stammburg der Ebersteiner im Görtschitztal. Angehörige dieses Zweiges der Welzer trug daraufhin das Prädikat von Eberstein.

### Beruflicher Aufstieg
Veit Welzer, einer von fünf Söhnen des Moritz Welzer, begann als 27-Jähriger seine Ämterlaufbahn als Pfleger der Burg Mannsberg über Pölling am Krappfeld, die sich zu dieser Zeit im Besitz der Grafen von Montfort befand. Diese Tätigkeit übte er mindestens bis 1488 aus.
Ab 1490 war er Kaiserlicher Rat am Hof Friedrichs III. bzw. ab 1493 Maximilians I., der ihn ab 1494 als Verweser der Hauptmannschaft Kärntens bezeichnete. Kärnten stand seit Mitte des 15. Jahrhunderts bis 1520 unter unmittelbarer landesfürstlicher Verwaltung, Welzer war somit oberster Vertreter des Landesfürsten in Kärnten und wurde für vier Jahrzehnte zum dominierenden Mann in der Kärntner Politik. Neben seiner Tätigkeit für den Landesfürsten stand er auch in Diensten des Salzburger Erzbischofs, der ihm 1497 das Amt Althofen sowie das Landgericht Krappfeld auf Lebenszeit verlieh. Veit Welzer übte diese Aufgaben jedoch nur bis 1503 aus und übergab sie dann an seinen Neffen Christoph Welzer.
Ab 1501 führte Veit wiederholt den Titel „Kaiserlicher Rat“. Neben seiner Tätigkeit als Landesverweser von Kärnten war er von 1501 bis 1506 auch Amtmann von Kraig, anschließend verpfändete ihm Maximilian dieses Amt mit allen Vogteien und dem Landgericht. Von 1506 bis 1520 übte er darüber hinaus das Amt eines Hauptmannes des Stiftes Gurk in Straßburg aus, vor 1509 war Welzer gemeinsam mit dem Gurker Bischof Pfleger von Osterwitz und 1511 wird er erneut als Pfleger von Mannsberg genannt.
Ab September 1511 diente Veit Welzer auf Befehl Maximilians den kaiserlichen Kriegsräten in Villach und im Kanaltal, kehrte aber schon im Juni 1512 zurück, nachdem er, mittlerweile bereits 60-jährig, erkrankt war. Die Auswirkungen des Krieges mit Venedig waren kaum überstanden, als im Frühjahr 1515 ein Bauernaufstand in der Krain ausbrach, was auch bald für Kärnten eine Bedrohung darstellte: Hüttenberger Bergknappen und Bauern aus der Region hatten sich den Markt Althofen als Stützpunkt ausgewählt. Dem Pfleger Christoph Welzer gelang es mit Unterstützung kaiserlicher Truppen, Althofen wieder einzunehmen, und Veit warf die bündischen Bauern im Lavanttal und Völkermarkter Raum nieder, womit der sogenannte Windische Bauernkrieg in Kärnten beendet war.

### Welzer als Landeshauptmann
In den darauf folgenden Jahren war Veit Welzer immer wieder auf Reisen, um die Interessen des Landes Kärnten zu vertreten, so etwa auf den Ausschusslandtagen 1518 in Innsbruck und 1519 in Bruck an der Mur. 1520 hielt sich Welzer anlässlich der Krönungsfeierlichkeiten Karls V. in Aachen auf. Dort ließ er sich durch Karl und Erzherzog Ferdinand für Kärnten Landesfreiheiten zusichern. Am 10. November 1520 betraute Kaiser Karl ihn mit dem Amt des Landeshauptmanns.
Um das Jahr 1525 kam es in weiten Teilen des Reiches zu Bauernaufständen, im Frühjahr 1525 versuchten aufständische Rauriser und Gasteiner Knappen über die Tauern, den Katschberg und vom Murtal aus nach Kärnten überzugreifen. Veit Welzer versuchte zusammen mit den ständischen Verordneten, durch Eingeständnisse und Entgegenkommen eine Eskalation der Aufstände zu verhindern. Seine Taktik ging auf, so dass Kärnten von größeren Unruhen verschont blieb und der Adel seine Truppen zur Unterstützung in die Steiermark und ins Pinzgau entsenden konnte. Die Aufstände brachen schließlich im Juni 1526 endgültig zusammen.
Dem inzwischen 74-jährigen Veit Welzer blieb jedoch kein ruhiger Lebensabend vergönnt. Inzwischen hatte der Protestantismus in Kärnten Einzug gehalten und Veit sah sich der heiklen Aufgabe gegenübergestellt, einerseits den Weisungen von König Ferdinand Folge zu leisten, etwa dass Druckereien und Buchhandlungen auf die Einhaltung der Bestimmungen hin zu überwachen seien, und sich andererseits mit dem der neuen Bewegung aufgeschlossenen Adel und der Bevölkerung nicht zu überwerfen.
1532 drohte Kärnten zudem nochmals Gefahr durch die Türken. Als diese nach der vergeblichen Belagerung von Güns und der Niederwerfung ihrer Vorhut im Wienerwald an Graz vorbei ihren Heimweg antrat, fürchtete man in Kärnten einen neuerlichen Einfall, so dass Veit Welzer die Pässe bei Unterdrauburg und Gutenstein sowie am Radl und entlang des Lavanttales absichern ließ. Dieser Verteidigungsplan bewährte sich, Angriffe der Türken in der Unterdrauburger Enge sowie Abteilungen, die über die Pack bis nach St. Leonhard im Lavanttal und Hüttenberg vorgedrungen waren, konnten zurückgeschlagen werden. Veit hatte offenbar nicht damit gerechnet, die Angriffe zu überleben: Kurz vor den Angriffen erweiterte er sein bereits 1531 verfasstes Testament.

### Rückzug und Tod
1536 erfolgte sein letztes größeres Auftreten in der Öffentlichkeit. Veit Welzer, der unverheiratet und kinderlos geblieben war, starb am 24. Mai 1540 im Alter von 88 Jahren. Er wurde in der Kollegiatkirche St. Nikolaus in Straßburg bestattet. Sein schlichter Grabstein befand sich an der Nordseite des Kirchenschiffes, wurde aber 1966 auf Wunsch des Bundesdenkmalamtes im Arkadengang des Schlosses Straßburg eingemauert.